# Born to Kill (série télévisée)
Born to kill est une mini-série dramatique britannique , produit par World Productions , qui a été en première diffusion sur Channel 4 du 20 avril au 11 mai 2017. La série en quatre épisode. La série a été écrite et créée par Tracey Malone et Kate Ashfield, devenant la deuxième production télévisuelle originale de Malone après Rillington Place . La série est distribuée dans le monde entier par BBC Worldwide.
La série est le premier rôle principal de Rowan à la télévision, n'apparaissant auparavant qu'en tant que personnage régulier dans Beowulf: Return to the Shieldlands . La série a atteint des chiffres d'audience moyens pour sa tranche horaire, avec 2,43 millions de téléspectateurs pour l'épisode un, et une légère baisse à 1,74 million pour l'épisode deux. 

## Synopsis
Sam Woodford, un lycéen de 16 ans apparemment ordinaire mais qui abrite des tendances psychopathiques secrètes.

## Distribution

### Acteurs principaux
- Jack Rowan : Sam Woodford
- Romola Garai : Jenny Woodford, la mère de Sam qui travaille comme infirmière à l'hôpital local
- Lara Peake : Chrissie Anderson, une camarade de classe avec laquelle Sam noue une relation
- Daniel Mays : Bill Anderson, le père de Chrissie
- Richard Coyle : Peter Woodford, le père biologique de Sam
- Earl Cave :  Oscar, un écolier avec lequel Sam se lie d'amitié
- Jeany Spark : Lauren, la mère d'Oscar
- Simon Bubb : Mike, le père d'Oscar
- Elizabeth Counsell : Margaret Anderson, la mère de Bill et la grand-mère de Chrissie
- Karl Johnson : M. Williams, un patient de l'hôpital avec lequel Sam se lie d'amitié
- Sharon Small : Cathy, la meilleure amie et collègue de Jenny
- James Greene : Bob Franklin, un patient de l'hôpital avec lequel Sam se lie d'amitié
- Lolita Chakrabarti : Helen Deverill, une psychologue qui représente Jenny lors de l'audience de libération conditionnelle de Peter
- Pal Aron : Philip, un officier de liaison avec la prison travaillant pour le compte de la commission des libérations conditionnelles de Peter